# Jelcz PR110E
Jelcz PR110E — тролейбус, що вироблявся польськими підприємствами Jelcz у місті Єльч-Лясковіце та Kapena, нині розташованим у місті Слупськ, протягом 1980—1992. Конструкція базується на моделі автобусу Jelcz PR110. Загалом було збудовано 153 одиниці тролейбусів цієї моделі. Потім почали виробляти тролейбуси Jelcz 120MT, основою яких послугував автобус Jelcz 120M. Різновидом Jelcz PR110E є тиристорний Jelcz PR110T.

## Історія

### Виникнення
На початку 1970-х влада Польської Народної Республіки ухвалила рішення модернізувати рухомий склад у містах. З цією метою вже у 1970—72 на вулицях Варшави почали випробування нових на той час автобусів — угорського Ikarus 242, західнонімецького Magirus-Deutz M170-S11H, французького Berliet PR100, італійського FIAT 420A, британсько-данського Leyland Lidrt 12/4 Worldmaster, іспанського Pegaso 5023, японського Hino RC620 та чехословацького Karosa SM11. Переможцем став Berliet PR100. Початково ця модель вважалася перехідною, оскільки, зважаючи на ширші потреби в пасажирських перевезеннях, її планували подовжити шляхом додавання ще однієї пари дверей. Новий Jelcz PR110 був 12-метровим автобусом з трьома парами дверей. Частина цих автобусів була виконана шляхом перероблення імпортованих з Франції Berliet PR100.
У 1970-х польські міста почали ліквідовувати тролейбусні мережі. Станом на 1975 у Польщі залишилися лише гдинська (з Сопотом включно) та люблінська мережі. Гдинська тролейбусна мережа розвивалася всупереч загальній тенденції. У 1976 почалися роботи з конструювання польського тролейбусу, внаслідок яких був розроблений прототип, що являв собою поєднання кузова та шасі Jelcz PR110U з електричною системою чехословацького Škoda 9Tr. Прототип тестувався у Гдині півроку, проте серійне виробництво цього тролейбусу розпочалося не одразу. У 1977 у Варшаві був сконструйований прототип на основі Jelcz PR100. Рухомий склад для польських тролейбусних мереж формувався з чехословацьких (Škoda) та радянських (ЗіУ-682) тролейбусів.

### Серійне виробництво
До концепції перебудови автобуса Jelcz PR110U на тролейбус повернулися у 1979 з ініціативи підприємства WPK Gdańsk-Gdynia. Електричне устаткування для нього було запозичено з тролейбуса Škoda 9Tr.
Серійне виробництво розпочалося в 1980. Перша серія нараховувала 20 екземплярів цієї моделі, що випробовувалися потім на вулицях Гдині та Любліна. Після випробувань була усунута значна кількість недоліків, однак серійне виробництво було все ж припинено. Виробництво тролейбусів співпало в часі з організаційними проблемами у WSK Mielec, де вироблялися двигуни внутрішнього згоряння для автобусів Jelcz.
У 1980-х були прокладені нові тролейбусні мережі у Тихах (1982), Варшаві (1983) та Слупську (1985). Це призвело до збільшення потреби в рухомому складі. Однак керівництво підприємства не поспішало запускати серійне виробництво, хоча при оціночній потребі у приблизно 50 одиниць на рік їхнє виробництво було би вигідним.
Однак, Jelcz не згорнув проект повністю, були сконструйовані кузови автобусів без системи приводу, готові до монтування в них електричної апаратури. Завдяки цьому у 1986—92 з'явилася друга серія тролейбусів Jelcz PR110E з використанням електричного обладнання, виробленого на гданському підприємстві Elmor, аналогічного тому, що використовувалося в радянських тролейбусах, які також експлуатувалися в Польщі. Тролейбуси були допрацьовані на слупському підприємстві Kapena. У 1988 проект був осучаснений — до оснащення додали імпульсну систему, сконструйовану у варшавському Інституті електроніки.
У 1992 замість цієї моделі почали виробляти Jelcz 120MT, сконструйовану на базі автобусу Jelcz 120M. Останній є де-факто модернізованою версією Jelcz PR110. Кінець виробництва співпав у часі з занепадом тролейбусного руху в Польщі.

## Конструкція
Кузов, шасі та механічна частина за винятком приводу аналогічні автобусу Jelcz PR110. Єдиним вмонтованим елементом було підкріплення даху на місці встановлення струмоприймачів.
Під час переробки автобусу на тролейбус привод був замінений на електричний. Так само був замінений і дизельний двигун SW 680 на електричний; розміщено його було за задньою віссю. У двигун були вмонтовані контактори, що приводили його у рух. У середній частині даху розміщено струмоприймачі. Електричне обладнання, застосоване в цьому тролейбусі, застосовувалося й у наступних проектах перебудови автобусу на тролейбус на заводах Kapena і Trobus (Гдиня).

### Модернізації
Тролейбус у часи експлуатації модернізовувався. 7 квітня 2006 вперше на території Польщі для руху тролейбусу застосували асинхронний двигун — до цього він застосовувався у трамваях. Це було здійснено в Любліні — таким чином був модернізований місцевий Jelcz PR110E з бортовим номером 3830.

## Експлуатація
Jelcz PR100E потрапив до всіх польських міст, у яких діяло тролейбусне сполучення. Починаючи з 1990-х і до першої декади XXI століття тролейбуси цієї моделі становили основу рухомого складу. У 2011 транспортне підприємство PKT Gdynia припинило експлуатацію останнього тролейбуса цієї моделі на гдинсько-сопотській мережі. У Любліні та Тихах планують відмовитися від експлуатації Jelcz PR100E у другій декаді XXI століття. У 2012—15 Jelcz PR100E почали працювати в Україні — до Луцька було доставлено 15 тролейбусів з Любліна. Крім цього, у 2014 звідти ж було доставлено тролейбуси Jelcz PR100E у Рівне.

## Галерея

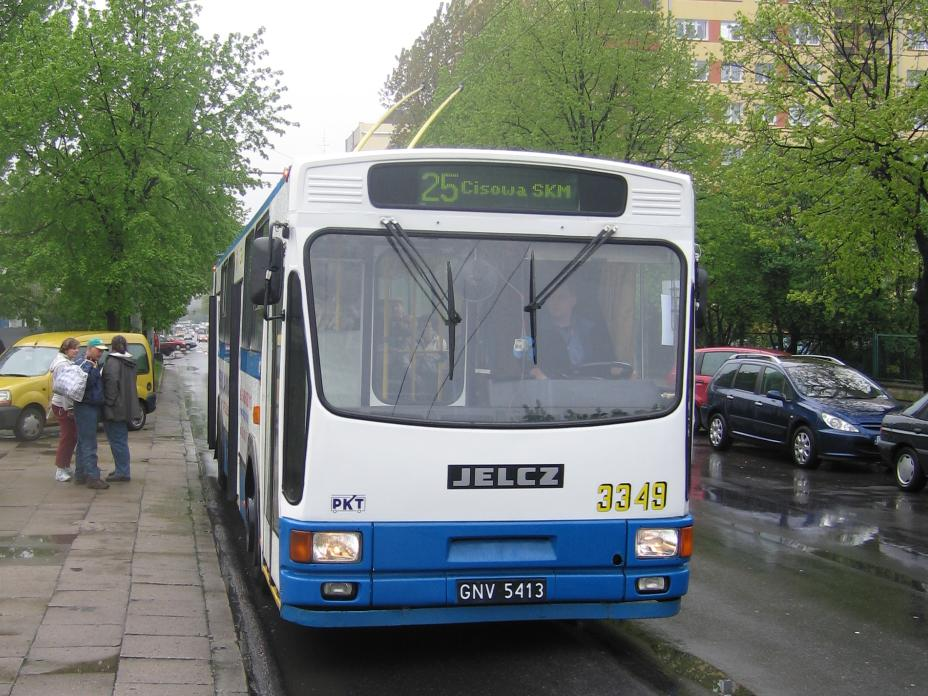
Модернізований Jelcz PR110E у барвах ZKM Gdynia
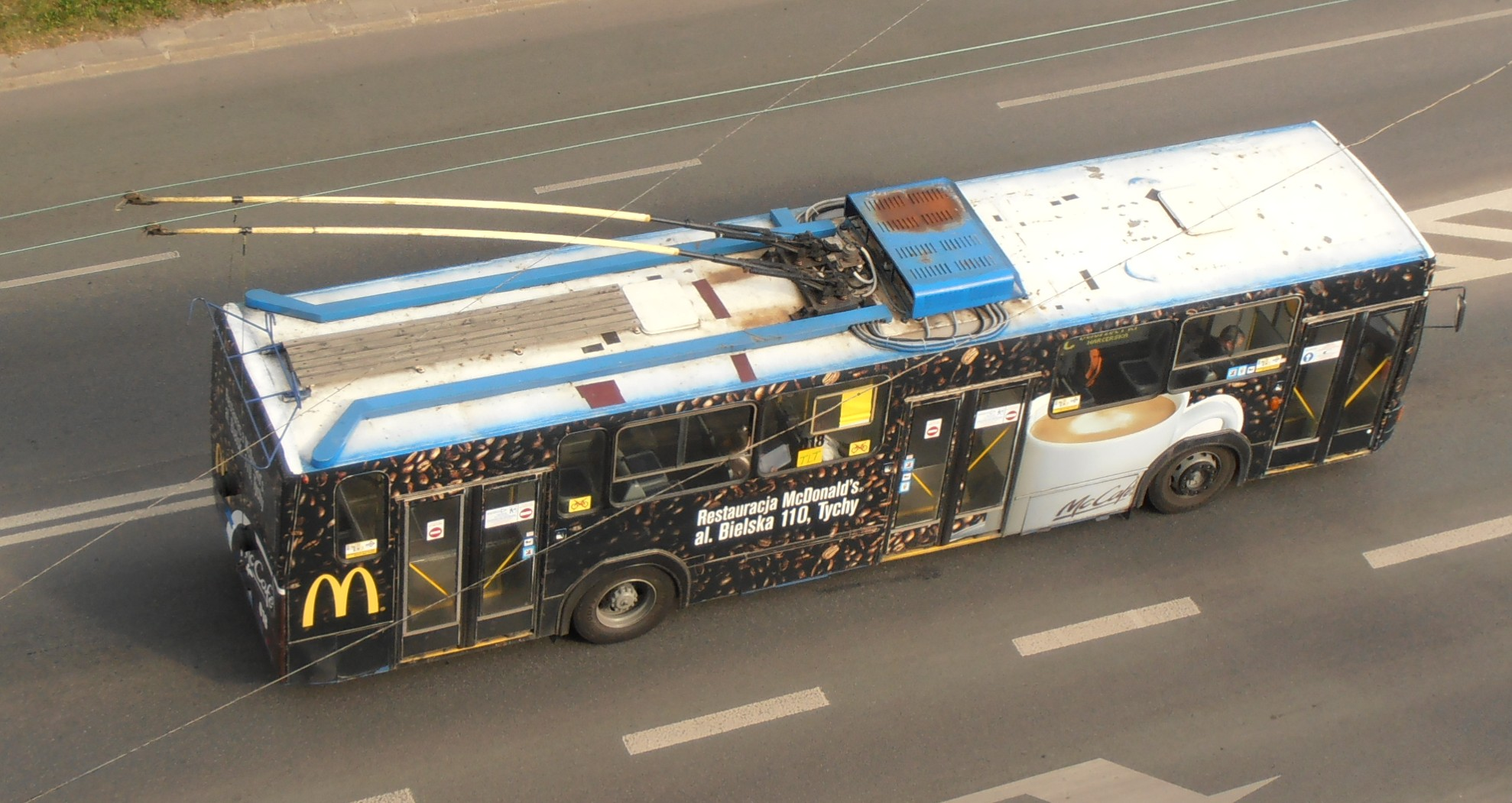
Jelcz PR110E у Тихах
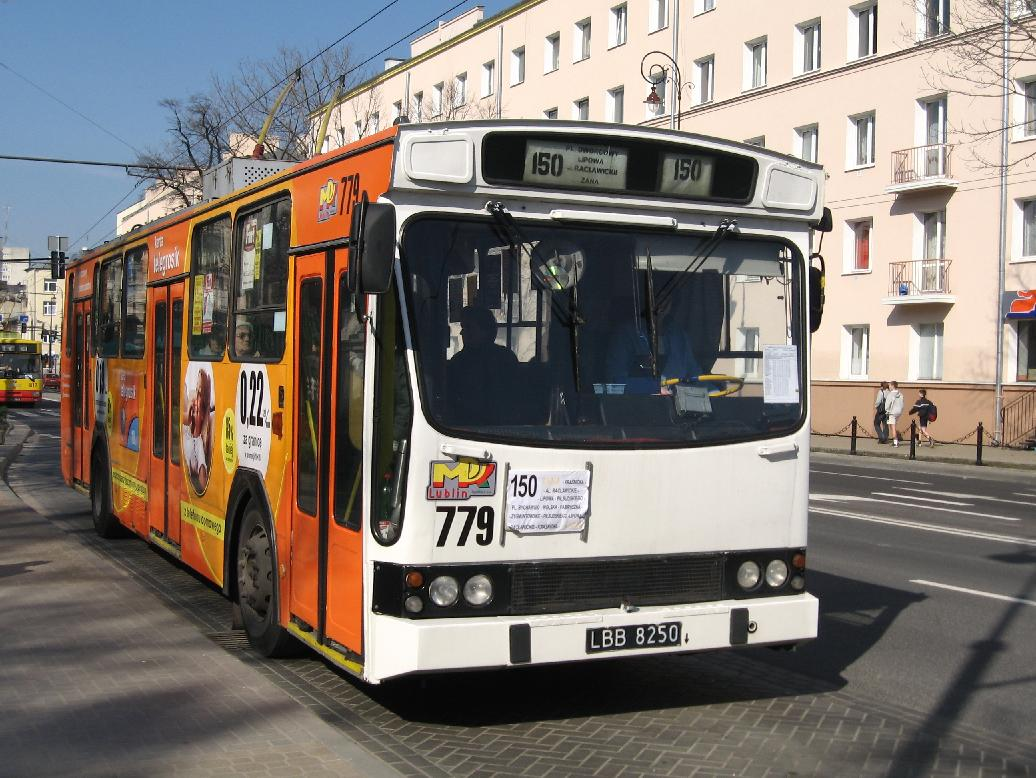
Jelcz PR110E, що належить MPK Lublin
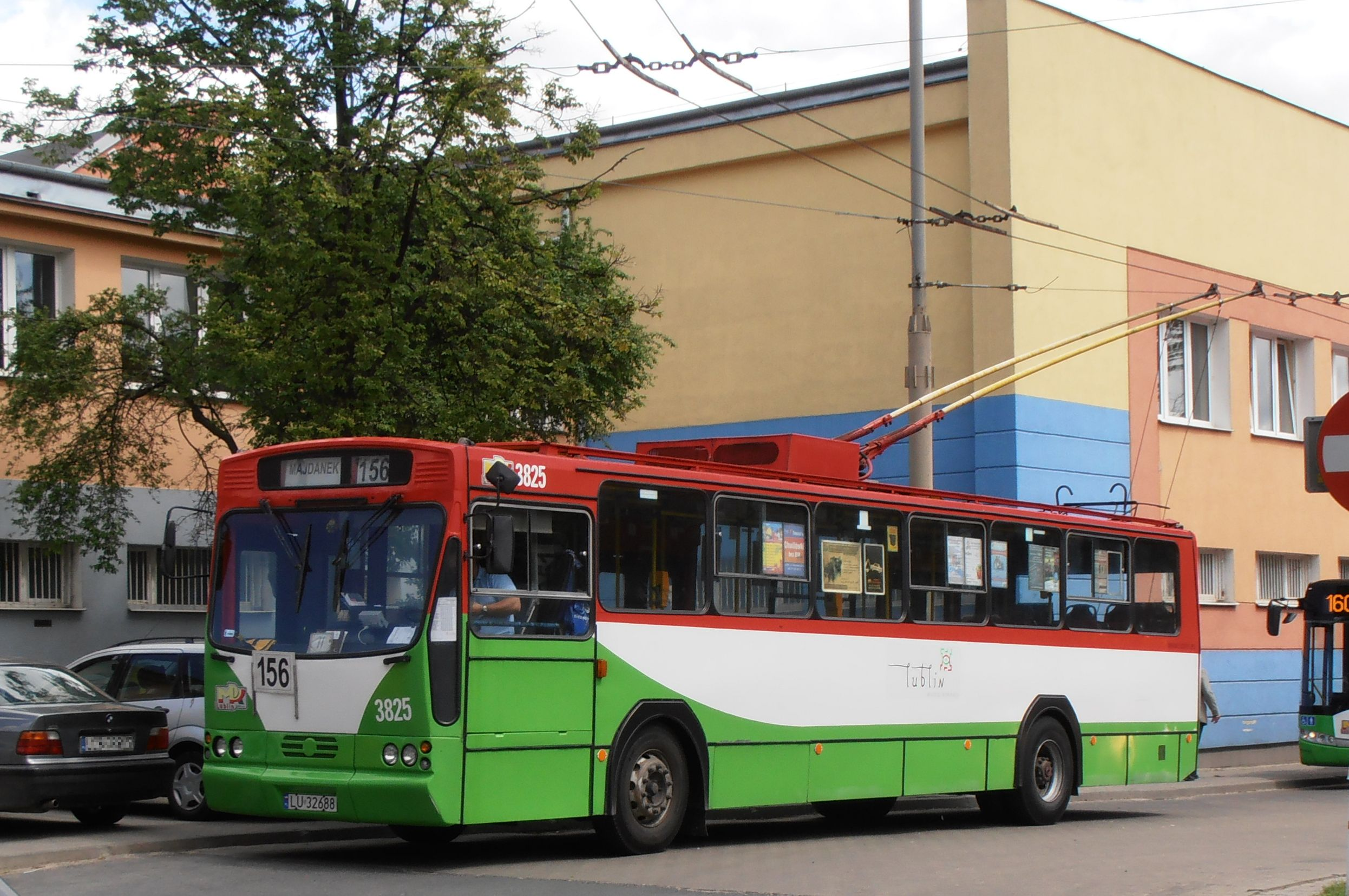
Модернізований Jelcz PR110E у барвах MPK Lublin